# Hanson Limited

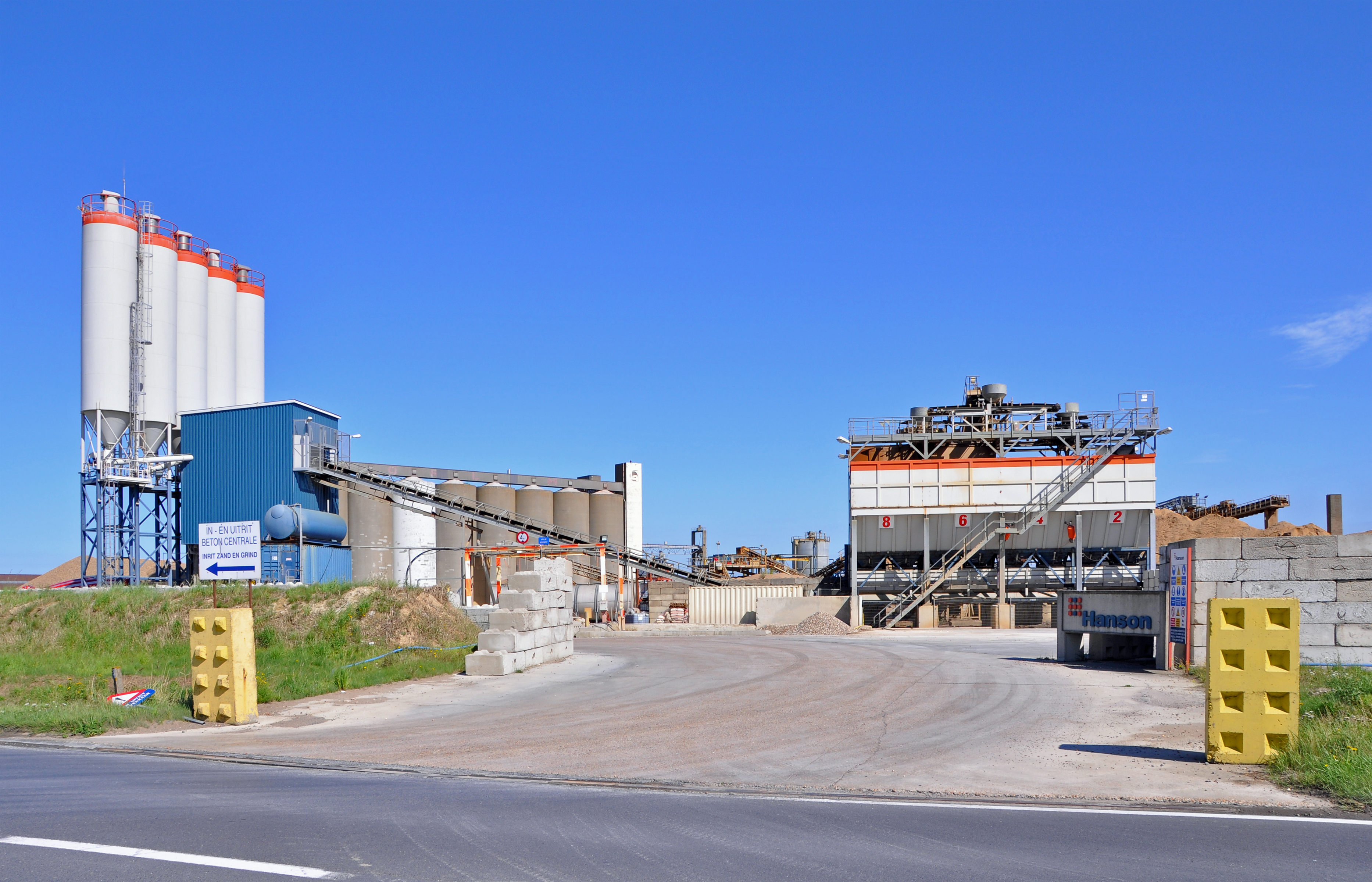
Eine Hanson Betonmischanlage in Zeebrügge, Belgien

Hanson Limited ist ein international agierendes Unternehmen aus dem Vereinigten Königreich, das Baustoffe herstellt und verkauft. Der Hauptsitz des ehemals an der Londoner Börse im FTSE 100 notierten Unternehmens befindet sich in Maidenhead (England). Seit September 2007 ist das Unternehmen Bestandteil der HeidelbergCement Group.
Im Unternehmen waren 2006 annähernd 26.000 Mitarbeiter beschäftigt; nach der Eingliederung in HeidelbergCement betrug die Mitarbeiterzahl Ende 2014 noch 3.500.
In den 1990er Jahren wurden mehrere Bereiche von Hanson abgespalten und aus dem Unternehmen ausgegliedert. Zuvor war das Unternehmen ein Konzern mit verschiedenen Aktivitäten in unterschiedlichen Branchen und gehörte hierdurch zu den größten Unternehmen in Großbritannien.

## Unternehmensgeschichte
Hanson wurde von James Hanson, später Lord Hanson, und Gordon White, später Lord White, 1964 gegründet. Die Unternehmenspolitik von Hanson war, unterbewertete Unternehmen aufzukaufen und sie profitabel zu sanieren.
In den 1970er und 1980er Jahren gehörten zu Hanson unter anderem Chemiefabriken in den Vereinigten Staaten, Elektrizitätsversorger in Großbritannien und Goldminen in Australien. Hanson produzierte Zigaretten und Batterien, Spielzeuge, Baukräne und betrieb Golfclubs.
Am bekanntesten wurde der Erwerb des Unternehmens Imperial Tobacco Group im Jahr 1986. Hanson bezahlte hierfür 2,5 Milliarden Pfund und reorganisierte die Imperial Tobacco Group.
Der Versuch, das Unternehmen Imperial Chemical Industries (ICI) 1991 zu übernehmen, verlief erfolglos.
Mitte der 1990er Jahre wurden Konglomerate in der Investmentbranche weniger populär, weshalb 1995 einige Fabrikationsbereiche von Hanson zum Unternehmen U.S. Industries abgespalten wurden.
1996 vollzog Hanson eine radikale Umstrukturierung des eigenen Unternehmens. Die vielen Branchenbereiche des Konzerns wurden aufgespalten und als vier unabhängige Unternehmen an die Börse gebracht:
- Hanson plc
- Imperial Tobacco
- The Energy Group
- Millennium Chemicals

Die Baumittelherstellung verblieb bei Hanson plc, während die drei anderen Branchenunternehmen verkauft wurden.
Lord Hanson legte die Leitung von Hanson im Dezember 1997 nieder. Letzte Unternehmensbereiche, die nicht der Baustoffindustrie zuzuordnen waren, wurden verkauft, während neue Baustoffhersteller hinzugekauft wurden, wie Pioneer International of Australia und verschiedene Unternehmen in den Vereinigten Staaten.
Im Sommer 2007 hat das deutsche Unternehmen HeidelbergCement Hanson plc für 14 Milliarden Euro übernommen. Seither firmiert das Unternehmen als Limited.
Der Bereich Ziegelherstellung wurde Ende 2014 als Hanson Building Products abgespalten und für 900 Mio. Pfund an Lone Star verkauft.